# Черкаси (Львівський район)
Черка́си — село в Україні, у Щирецькій селищній громаді, Львівського району, Львівської області. Орган місцевого самоврядування — Щирецька селищна громада. Населення становить 310 осіб.

## Населення
За даними всеукраїнського перепису населення 2001 року у селі мешкало 312 осіб. 
Мова
Розподіл населення за рідною мовою за даними перепису 2001 року був наступним:
| українська | 312 | 100 |

## Географія
Село Черкаси знаходиться на відстані 38 км від обласного центру, 38 км — районного центру та 9 км — від адміністративного центру селищної громади. Межує з селами Кагуїв, Дмитре та Горбачі.

## Топоніми
Назва села Черкаси походить від однойменної назви міста. У народному переказі розповідається про те, що у період Національно-визвольної війни під проводом гетьмана Богдана Хмельницького три козаки з його загону сподобали собі цю місцевість. «Невдовзі на тому горбочку було збудовано три садиби і потроху почало розбудовуватися село, а так, як ті козаки були вихідцями з Черкас східних, то й назвали поселення Черкасами[неавторитетне джерело].

## Історія
Перша згадка про село Черкаси — 13 липня 1464 року, коли було розмежування сіл Кагуїв, Гонятичі, Черкаси. Це підтверджують і старожили, яким передавали з покоління в покоління інформацію про те, що село Черкаси разом з селом Кагуєвом мали спільну церкву і цвинтар.
У податковому реєстрі 1515 року село згадується як малолюдне.

### Черкаси у другій половині XIX –початку XX століття
За часів Австро-Угорщини через село було прокладено залізницю і побудовано спеціальну залізничну станцію, яка збереглася до нашого часу. Село стало одним із залізничних вузлів на важливих транспортних шляхах. Саме в той період відбувалась активна розбудова села по іншій стороні від колії. Село стало більш цивілізованим. Із усіх навколишніх сіл люди добирались до села Черкаси, щоб доїхати до Львова або ж Стрия.  
Біля залізничної колії було побудовано гіпсовий завод, який відправляв свою продукцію залізничною колією у різні напрямки. Завод проіснував до 1939 року.
Є згадки про те, що австрійці знайшли у селі цілющі джерела води, яку вони возили для дослідження у Відень. Ця вода справді була цінною, оскільки вони мали задум побудувати на території села санаторій, але через Першу світову війну цей задум не вдалось втілити у реальність.

### Черкаси у період до 30-х років XX століття
Ще на початку XX століття у Черкасах було споруджено великий фільварок. Його власником був поляк Новосельський. Відомо, що у фільварку працювало багато людей: не лише мешканці Черкас, а також і сусідніх сіл, зокрема Дмитре та Горбачі.
Напередодні Першої світової війни у селі було відкрито двокласну  школу. Це була перша школа у Черкасах. Пізніше вона стала чотирикласною. До початку 1941 року директором цієї школи був Іван Сенюта. Відомо, що уроки велися у той період українською мовою. У період німецької окупації школою керувала вчителька Олена Чайківська.
Біля школи у 1910 році було збудовано капличку на честь святкування 60-ліття скасування панщини. Її спорудив мешканець Черкас, залізничник за професією — Підкович.
Приблизно у 1920-х роках в селі почав розвиватися просвітницький рух, що пов'язано із заснуванням перших товариств «Просвіта».
Молодь часто організовувала так звані «фестини», ставили вистави. Організатором і народним режисером таких вистав був мешканець села Іван Синенький. За кошти, які отримували з вистав, селяни збудували дерев'яний будинок «Просвіти», де була і читальня. Такий культурний осередок був одним із найкращих у довколишніх селах.
Також у селі Черкаси діяв осередок товариства «Луг».

### Черкаси після 30-х років XX століття
У період більшовицького терору постраждали цілі великі родини, а саме родини Стасенків, Лазуркевичі, Ільківи, Короляки, Синеньківи, Кікеріви. Вони загинули або ж були вивезені до Сибіру радянською владою.
Мешканці села важко згадують період колективізації і створення колгоспів на території села. «Селяни згадують, як не хотіли підписувати заяву до вступу в колгосп, а їх насильно везли в Щирець, і там тримали в холоді та голоді, поки не підписали заяви.

### Черкаси за часів незалежної України
За роки незалежності в селі було споруджено греко-католицький храм святого Юрія.
До п'ятої річниці Незалежності в селі було встановлено пам'ятник борцям за волю України.

## Пам'ятки, визначні місця
- Церква святого влкмч. Юрія, збудована 1995 року. Належить до Львівської митрополії, Львівської архієпархії, Пустомитівського деканату УГКЦ та перебуває в користуванні місцевої парафії святого влкмч. Юрія.
- Пам'ятник борцям за волю України.

## Відомі люди
- Дуфанець Олексій Федорович (1931—2017) — український художник і педагог. Професор Львівської національної академії мистецтв.